# Tip (joint)
Een tip is een klein rechthoekig, dun karton, dat opgerold, of gevouwen en opgerold, gebruikt wordt in een joint en daar dienstdoet als een soort filter.
De tip wordt aangebracht in het smallere uiteinde van de joint dat aan de mond wordt gezet en dient te voorkomen dat tabak of delen marihuana in de mond of keel terechtkomen. Een bijkomende functie van de tip is dat er beter en makkelijker geïnhaleerd kan worden. Ook omdat wiet of hasj een hogere verbrandingswaarde heeft dan tabak, zorgt de tip ervoor dat de lippen minder snel brandwondjes kunnen oplopen.
De meest voorkomende tipjes zijn de M, S en het spiraaltje. Bij de M wordt het papier eerst drie keer omgevouwen en daarna opgerold; in de tip is nu een 'M' te zien, vandaar de naam. Bij het spiraaltje wordt het stukje karton gewoon opgerold. Een tip die steeds vaker voorkomt, is het gaskamertje. Daarbij wordt een hoekje van het karton afgescheurd en de tip als een spiraaltje gerold. Na het nemen van een 'hijs' (trek) is in de tip te zien dat er rook uit het 'gaskamertje' komt.